# Banding Agung (Suoh)
Banding Agung is een bestuurslaag in het regentschap Lampung Barat van de provincie Lampung, Indonesië. Banding Agung telt 4114 inwoners (volkstelling 2010).